# El Soler de Puig-redon
El Soler de Puig-redon és una masia situada al municipi de Torà a la comarca del Solsonès. És un monument protegit com a Patrimoni Arquitectònic Català.

## Situació
La masia està situada a uns 600 metres d'altitud a cavall de la carena que es desprèn, cap al sud, del Tossal de la Creu. És una magnífica talaia sobre els ufanosos plans de Puig-redon que s'estenen sota seu cap a llevant, i els clots de la riera de Biosca que s'enfonsen cap a ponent. La vista domina des de la Serra de Pinós fins a la de l'Aguda que tanca l'horitzó pel migjorn.
Per anar-hi cal agafar la pista en bon estat que surt, cap al nord, al km. 3,7 (41° 49′ 54.16″ N, 1° 25′ 19.05″ E / 41.8317111°N,1.4219583°E) de l'antiga carretera LV-3005 de Torà a Solsona. Als 1,2 km. es passa pel mig de les edificacions de cal Millet (41° 50′ 11.31″ N, 1° 24′ 44.05″ E / 41.8364750°N,1.4122361°E), als 1,9 km. es deixa a la dreta la masia de la Casanova de Puig-redon (41° 50′ 17.24″ N, 1° 24′ 23.12″ E / 41.8381222°N,1.4064222°E) i, als 2,7 km. s'arriba a la masia després de deixar a la dreta el trencall que porta a les Feixes.

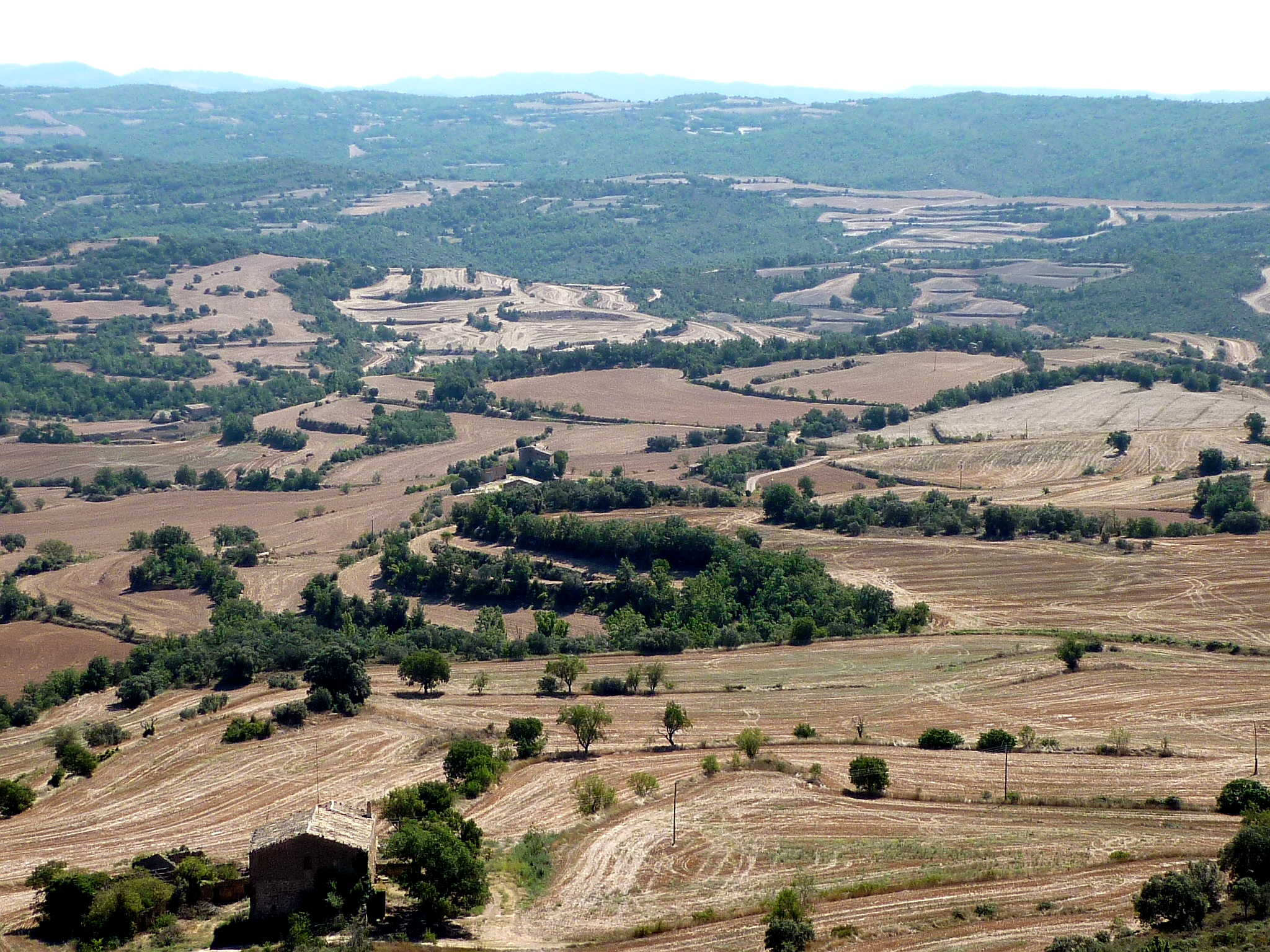
Plans de Puig-redon

## Descripció
Edifici de quatre façanes i tres plantes. A la façana est hi ha l'entrada principal que és en arc de mig punt. S'hi accedeix a través d'un pati murallat. Al costat dret tenia dues obertures que, en l'actualitat, l'una es troba tapada i a la vora hi ha una petita espitllera. A la part dreta hi ha un edifici adjunt. A la planta següent, hi ha quatre finestres amb dimensions diferents, i una sortida d'aigua. A la darrera planta hi ha una petita obertura. A la façana sud, a la planta baixa no hi ha cap obertura. A la planta següent hi ha tres finestres, la de l'esquerra tapiada, la del centre una finestra d'estil renaixentista amb tot els contorns motllurats, i la de la dreta amb llinda de pedra i ampit. A la darrera planta hi ha dues obertures. A la façana oest, la planta baixa està ocupada per diverses estructures, la de l'esquerra possiblement és un cup de vi reaprofitat com a cisterna. A la planta següent a l'esquerra hi ha una altra entrada a l'edifici. A la dreta hi ha una finestra amb llinda de pedra. A la darrera planta hi ha una petita obertura. A la façana nord, hi ha dues petites obertures. La coberta és de dos vessants (est-oest), acabada amb teules.
Davant de la façana sud de la casa, hi ha un petit edifici allargat que tenia funcions de corral. Té una entrada al nord amb llinda de fusta i una altra amb llinda de pedra. L'edifici adjunt a la façana principal de la casa s'hi accedeix per una entrada amb llinda de pedra.

## Notícies històriques
La datació aproximada és del segle xvii. És molt probable que tingui precedents medievals.

## Altres dades
Al nord de la masia s'aixeca la petita ermita de Sant Pere feliçment restaurada pels actuals propietaris.